# James B. Beck

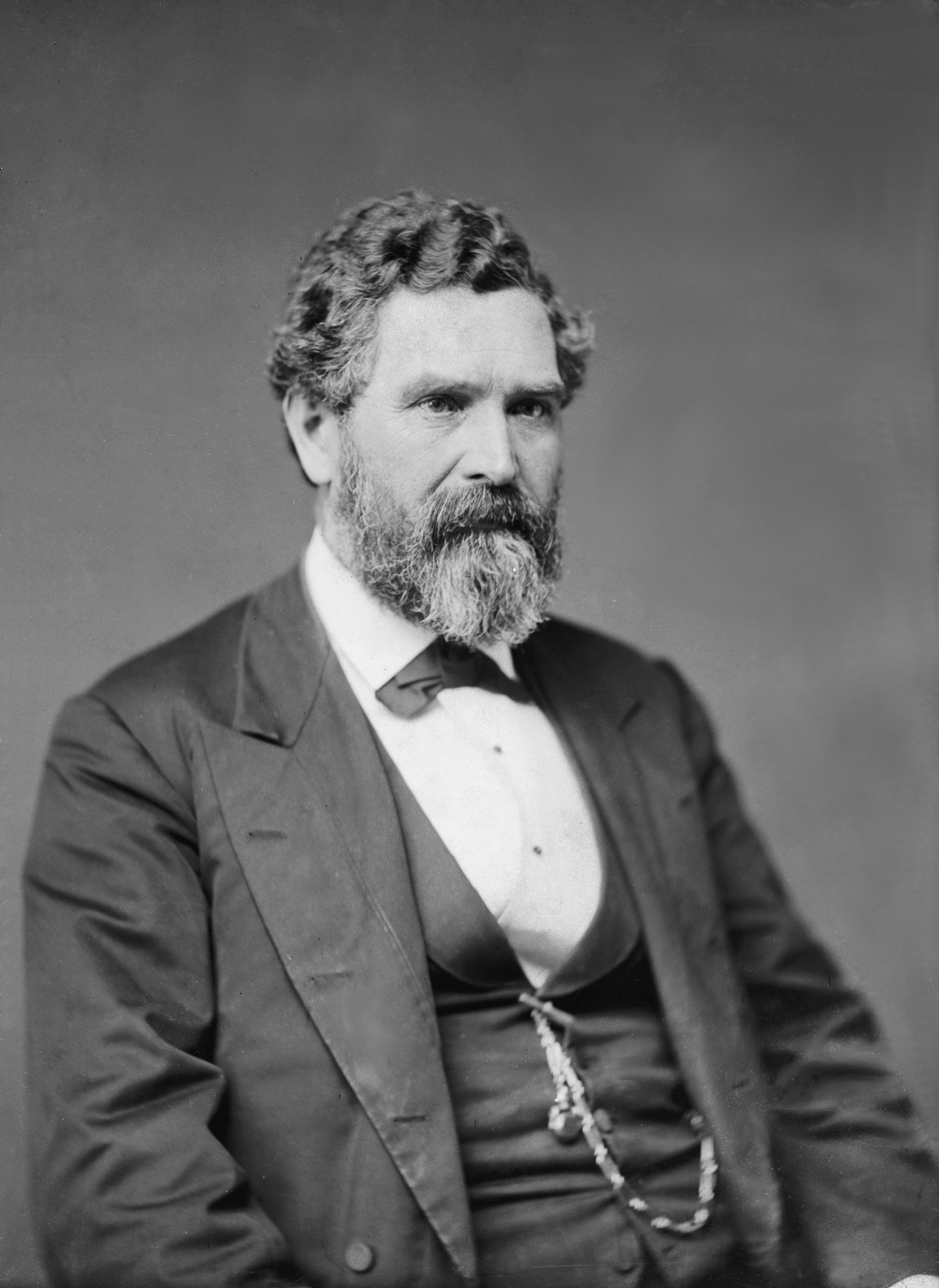
James B. Beck

James Burnie Beck (* 13. Februar 1822 in Dumfriesshire, Schottland; † 3. Mai 1890 in Washington, D.C.) war ein US-amerikanischer Politiker (Demokratische Partei), der den Bundesstaat Kentucky in beiden Kammern des Kongresses vertrat.
Der gebürtige Schotte Beck wanderte 1838 in die Vereinigten Staaten aus, wo er sich zunächst im Wyoming County (New York) niederließ. Später zog er nach Lexington in Kentucky um und nahm dort ein Jura-Studium an der Transylvania University auf. Er graduierte 1846, wurde in die Anwaltskammer aufgenommen und arbeitete als Jurist in Lexington.
Beck war politisch in der Demokratischen Partei aktiv, für die er 1866 als Vertreter von Kentuckys siebtem Distrikt ins US-Repräsentantenhaus gewählt wurde. Er wurde dreimal bestätigt und brachte es schließlich auf eine achtjährige Amtszeit, als er am 3. März 1875 ausschied.
1876 war er Mitglied einer Kommission, die den genauen Grenzverlauf zwischen den Bundesstaaten Maryland und Virginia festlegen sollte. Im selben Jahr wurde er für Kentucky in den Senat der Vereinigten Staaten gewählt, dem er nach zweimaliger Wiederwahl bis zu seinem Tod am 3. Mai 1890 angehörte. Dabei war er von 1885 bis 1890 der Conference Chairman der Demokraten; dies war der Titel des Fraktionsvorsitzenden, bevor die Ämter des Majority Leader und Minority Leader eingeführt wurden. Zudem stand er dem Ausschuss für die Küstentransportwege vor.